# 有一天
參數所指定的目標頁面不存在，建議更正成存在頁面或直接建立下列一個頁面（建立前請先搜尋是否有合適的存在頁面可以取代）：
- 有一天 (2014年電影)

《有一天》，是一部2010年發行，由侯季然執導、侯孝賢監製的台灣電影，入圍柏林影展青年導演論壇單元。本片是「高雄城市映像」系列電影之一，獲得高雄市政府新聞處、高雄電影圖書館及拍片支援中心及國防部等單位支援，並在台華輪及國軍壽山營區拍攝。

## 劇情簡介
一名高雄旗津的女孩欣穎在往來高雄和金門的軍方包船上當福利社店員，她經常夢見一個看不清臉孔的男孩對她大聲呼喊。有一天她在客輪上遇見男孩阿聰，他是乘船返回部隊的役男，卻聲稱自己是她未來的戀人，而兩人此刻身處在一場改變彼此命運的夢境中。女孩起初並不相信男孩，但接連發生的事件讓她逐漸相信男孩就是她一直以來不斷夢見的人。

## 角色及演員
| 角色名稱 | 演員   | 備註           |
| -------- | ------ | -------------- |
| 欣穎     | 謝欣穎 | 客輪福利社店員 |
| 阿聰     | 張書豪 | 現役軍人       |
| -        | 姚坤君 | 欣穎母         |

## 獎項
- 2010年2月15日

 德國 / 柏林影展 / 青年論壇單元
- 2010年3月23日

香港國際電影節
- 2010年4月9日

金馬奇幻影展 / 閉幕片
- 2010年5月26日

 苗栗、台北 / 兩岸電影展
- 2010年8月18日

 智利 / 聖地牙哥國際影展 / 「台灣之夜」電影欣賞會
- 2010年9月5日

 韓國 / 首爾忠武路國際影展
- 2010年9月17日

 俄羅斯 / 海參崴影展 / 競賽片 / 評審團特別獎
- 2010年10月4日

 西班牙 / Abycine阿巴賽特電影節 競賽片
- 2010年10月8日

 波蘭 / 华沙国际电影节 競賽片
- 2010年10月23日

 紐約 / CMJ電影節 
- 2010年11月7日

 北京 / 华语青年影像论坛 新锐编剧
- 2010年11月17日

金馬國際影展
- 2010年11月20日

第47屆金馬獎 / 最佳新導演、最佳原著劇本兩項入圍
- 2010年11月25日

 印度 / 印度國際影展 觀摩片
1. 2010年12月4日 第54屆亞太影展
2. 2011年2月3日 瑞典 / 哥德堡國際影展
3. 2011年2月10日 希臘 / Kakes Parees藝術節
4. 2011年4月11日 比利時 / 布魯塞爾奇幻影展 競賽片
5. 2011年6月16日 华语电影传媒大奖 最佳新導演入圍
6. 2011年9月24日 新加坡國際影展 最佳攝影

## 電影原聲帶
- 2010年5月25日發行
  - 曲目:

1. 有一天 (One Day) (演唱:蘇慧倫、詞曲:盧昌明)  04:05
2. 我有夢到你喔 (The Dream)  01:07
3. 開往金門的慢船 (The Ferry)  01:51
4. 那我可以去看你游泳嗎 (The Swimming Pool)  02:45
5. 有一天（主題音樂）One Day（Main Theme）  01:11
6. 海邊的天使光 (The Seaside)  02:28
7. 不要來台北找我 (Don’t Come To Taipei)  01:52
8. 奔跑 (Running)  01:48
9. 如果時間倒轉 (No End)  02:40

## 軼事
- 侯季然完成初期版本後帶著作品向導演侯孝賢請教，侯孝賢在後續的剪接期間提供意見，並同應出任該片監製。與侯孝賢合作多年的剪接師廖慶松則擔任剪接指導[1][3]。

- 本片拍攝期間，遇到莫拉克颱風侵襲台灣，台華輪停開，原定在船上進行的拍攝工作被迫延後。劇組在天氣好轉時，登上停靠在碼頭的台華輪連續工作20小時拍攝完成。

## 外部連結
- 《有一天》國際版官方網站
- 有一天的Facebook專頁
- Yahoo奇摩電影上《有一天》的資料（繁體中文）
- MSN娛樂上《有一天》的資料（繁體中文）

- 開眼電影網上《有一天》的資料（繁體中文）
- 豆瓣电影上《有一天》的資料 （简体中文）
- 时光网上《有一天》的資料（简体中文）
- AllMovie上《有一天》的资料（英文）
- 爛番茄上《有一天》的資料（英文）
- 香港影庫上《有一天》的資料（繁體中文）
- 互联网电影数据库（IMDb）上《有一天》的资料（英文）